# Egg, Österrike
Egg är en ort och kommun i distriktet Bregenz i förbundslandet Vorarlberg i Österrike.Kommunen har 3 767 invånare (2024) och består av två orter (Ortschaften) (inom parentes invånarantal 1 januari 2024):
- Egg (2 626)
- Großdorf (1 141)

Egg omnämns första gången i ett dokument från år 1275.